# Indret Avançat de Proveïment d'Armament i Combustible

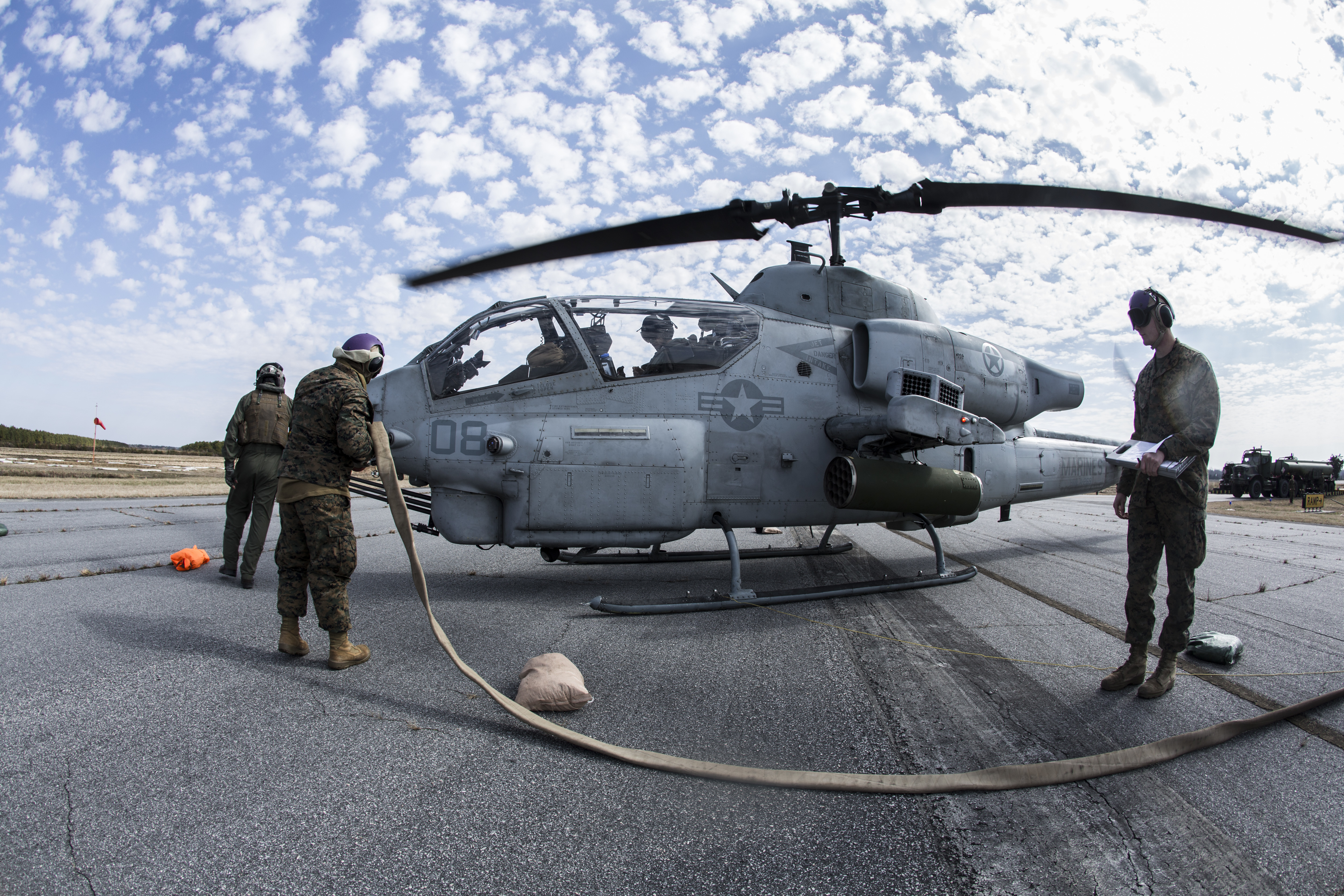
Un helicòpter d'atac Bell AH-1 SuperCobra repostant combustible d'aviació en un indret avançat de proveïment d'armament i combustible.

Un indret avançat de proveïment d'armament i combustible (IAPAC) és una base aèria temporal avançada propera a la línia del front o una base propera a una àrea d'operacions allunyada de la base aèria principal habitual.

## Definició

### Departament de Defensa dels Estats Units
El Departament de Defensa dels Estats Units defineix un IAPAC com una instal·lació temporal, organitzada, equipada i desplegada per proporcionar combustible d'aviació i municions necessàries per a l'ús d'unitats d'aviació militar en combat.

### Ministeri de Defensa del Regne Unit

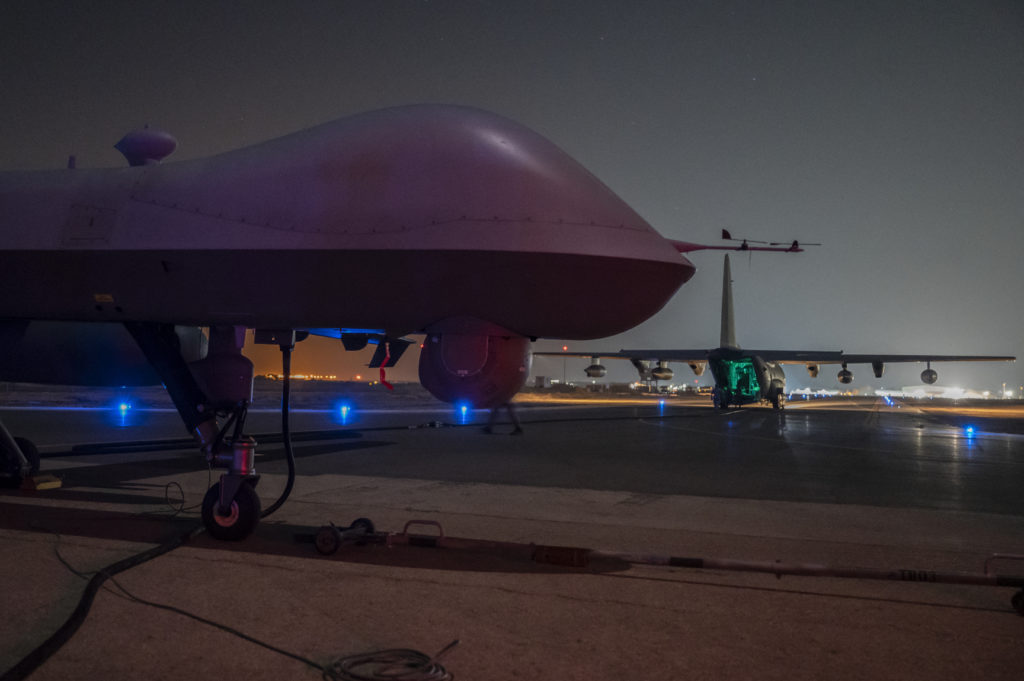
Un VANT General Atomics MQ-9 Reaper repostant combustible d'aviació en un indret avançat de proveïment d'armament i combustible.

El Ministeri de Defensa del Regne Unit defineix un IAPAC com una instal·lació temporal organitzada, equipada i desplegada per un comandant d'una força aliada d'helicòpters de combat, per oferir el combustible i la munició necessaris per utilitzar unitats d'helicòpters militars.

### OTAN

Logotip de l'OTAN.

IAPAC és un terme de l'OTAN per definir a una àrea on les aeronaus (normalment avions i helicòpters armats) poden proveir-se i rearmar-se en una base temporal més propera a la seva àrea d'operacions, quan la seva base principal es troba lluny d'aquesta àrea, aquesta distància més reduïda permet un temps de resposta més ràpid durant les operacions dutes a terme per oferir suport aeri proper a les forces aliades en el camp de batalla.

## Ubicació
Les IAPAC solen ser unes instal·lacions temporals, especialment si la línia del front es molt propera al camp de batalla o si hi ha una gran amenaça de ser atacats pels avions d'atac a terra, els bombarders o l'artilleria autopropulsada enemiga. La IAPAC normalment està ubicada a l'àrea de batalla principal, funciona com una base de suport avançat per a la força aliada d'helicòpters militars.